# 744-es busz
A 744-es jelzésű regionális autóbusz Érd, autóbusz-állomástól indul és tér vissza a Tesco és a Tárnoki elágazás érintésével. Ellenkező irányban a 745-ös busz közlekedik, mely nem érinti a Tesco és az Erika utca megállóhelyet. A járatot a MÁV Személyszállítási Zrt. üzemelteti.

## Járművek
A vonalon Mercedes Citaro típus közlekedik, ez a vonal alaptípusa. Hétköznap hajnalban Volvo 7900A közlekedik. Hétvégén Ikarus C80 is tiszteletét teszi néhány kör erejéig.[forrás?]

## Megállóhelyei
| 0  | ∫  | TESCO végállomás (7:52 és 19:03 között)                | 746 |
| 1  | ∫  | Erika utca                                             | 700, 710, 712, 720, 722, 746 |
| 2  | 0  | Autóbusz-állomás végállomás (7:52 előtt és 19:03 után) | 700, 705, 710, 712, 715, 720, 722, 731, 733, 734, 735, 736, 738, 741, 742, 746, 755 1120, 1134 S30 G30 Z30 S34 S35 S36 sebesvonat (Érd alsó megállóhely) |
| 5  | 2  | Kálvin tér                                             | 731, 733, 734, 735, 736, 738, 741, 746, 755 S30 G30 Z30 S34 S35 S36 sebesvonat (Érd alsó megállóhely)                                                    |
| 8  | 5  | Széchenyi tér                                          | 731, 733, 734, 735, 736, 738, 741, 755, 756 S40 G40 Z40 S42 Z42 G43 G44 (Érd felső megállóhely)                                                          |
| 10 | 7  | Rómer Flóris tér                                       | 734, 738, 741, 755 |
| 11 | 8  | Szent László tér                                       | 734, 738, 741, 755 |
| 12 | 9  | Nagy Lajos utca                                        | 741 |
| 13 | 10 | Munkácsy Mihály utca                                   | 741 |
| 14 | 11 | Bagoly utca                                            | 741 |
| 16 | 13 | Gém utca                                               | 741 |
| 18 | 15 | Tárnoki elágazás                                       | 722, 741, 742 |
| 20 | 17 | Zámori út                                              | 722, 741, 742 |
| 21 | 18 | Kánya utca                                             | 722, 741, 742 |
| 22 | 19 | Fülemüle utca                                          | 722, 741, 742 |
| 24 | 21 | Sportcsarnok utca                                      | 722, 741, 742 |
| 25 | 22 | Szabadság tér                                          | 710, 712, 715, 722, 742, 756 |
| 26 | 23 | Főtér                                                  | 710, 712, 715, 722, 742, 746, 756 |
| 27 | 24 | Kálvin tér                                             | 731, 733, 734, 735, 736, 738, 741, 746, 755 S30 G30 Z30 S34 S35 S36 sebesvonat (Érd alsó megállóhely)                                                    |
| 28 | 25 | Autóbusz-állomás végállomás (7:52 előtt és 19:03 után) | 700, 705, 710, 712, 715, 720, 722, 731, 733, 734, 735, 736, 738, 741, 742, 746, 755 1120, 1134 S30 G30 Z30 S34 S35 S36 sebesvonat (Érd alsó megállóhely) |
| 31 | ∫  | Erika utca                                             | 700, 710, 712, 720, 722, 746 |
| 32 | ∫  | TESCO végállomás (7:52 és 19:03 között)                | 746 |